# Rawil Schyrdabajew
Rawil Täschiqarauly Schyrdabajew (kasachisch Равиль Тәжіқараұлы Шырдабаев Ravil Täjıqaraūly Şyrdabaev, russisch Равиль Тажигариевич Чердабаев Rawil Taschigarijewitsch Tscherdabajew; * 26. Mai 1940 in Dossor, Kasachische SSR) ist ein kasachischer Diplomat und Politiker.

## Leben
Schyrdabajew wurde 1940 in Dossor geboren. Er absolvierte ein Studium am Gubkin-Institut für Petrochemie und Gasindustrie in Moskau, das er 1966 mit einem Abschluss als Maschinenbauingenieur beendete. Zwischen 1973 und 1975 besuchte er die Parteihochschule der KPdSU, wo er Politikwissenschaften studierte.
Seine berufliche Laufbahn begann er in der Erdölindustrie bei Embaneft, wo er zwischen 1956 und 1968 arbeitete. Anschließend war er mehrere Jahre lang in verschiedenen Organisationen der KPdSU tätig. So war er von 1968 bis 1970 erster Sekretär des Bezirkskomitees des Komsomol, der Jugendorganisation der KPdSU, in Nowy Usen und danach bis 1973 erster Sekretär des Regionalkomitees in Gurjew. Zwischen 1975 und 1977 war Schyrdabajew erster Sekretär des Bezirkskomitees der Kommunistischen Partei Kasachstans in Machambet und im Anschluss zehn Jahre lang erster Sekretär des Stadtkomitees der Kommunistischen Partei in Gurjew. Danach arbeitete er wieder zwei Jahre lang in der Erdölindustrie als stellvertretender Chefingenieur bei Tengizneftegaz. Nachdem es im Juni 1989 in Nowy Usen zu gewalttätigen Unruhen gekommen war, wurde Schyrdabajew zum ersten Sekretär des Stadtkomitees der Kommunistischen Partei ernannt. Ab 1990 war er stellvertretender Vorsitzender des regionalen Exekutivkomitees von Gurjew.
Auch nach der Unabhängigkeit Kasachstans von der Sowjetunion blieb Schyrdabajew zunächst in der Politik, so bekleidete er von Februar 1992 bis März 1993 den Posten des ersten stellvertretenden Äkim (Gouverneur) des Gebietes Atyrau. Nachdem er diesen Posten verlassen hatte, wurde er im April erster Direktor von Tengizchevroil, ein neu gegründetes amerikanisch-kasachisches Joint Venture zur Erdölförderung am Tengizfeld. 
Im Juni 1994 wurde Schyrdabajew im Kabinett von Premierminister Sergei Tereschtschenko erster Minister für Öl und Gas. Nachdem die Regierung von Tereschtschenko im Oktober desselben Jahres entlassen worden war, verlor auch Schyrdabajew seinen Posten als Minister. Er wurde stattdessen kurze Zeit später zum Äkim des Gebietes Atyrau ernannt. Nach fünf Jahren wurde er 1999 Botschafter Kasachstans in der Ukraine und ab dem Jahr 2000 zusätzlich auch im benachbarten Moldawien. Zwischen 2003 und 2004 war er Sonderbotschafter des kasachischen Außenministeriums sowie Sonderbeauftragter Kasachstans bei internationalen Verhandlungen über den Rechtsstatus des Kaspischen Meeres. Nach der Parlamentswahl 2004 war er für eine Legislaturperiode Abgeordneter in der Mäschilis, dem Unterhaus des kasachischen Parlaments.
2007 zog er sich aus der Politik zurück und war seitdem Vorstandsvorsitzender eines Beratungsunternehmens.